# Herbert Köppe
Herbert Köppe (* 12. Juni 1904 in Aschersleben; † 1991) war ein deutscher Maler.

## Leben und Werk
Köppe lernte und arbeitete nach Abschluss der Grundschule als Maschinenbauschlosser und Technischer Zeichner. Er war schon früh daran interessiert, zu malen und zu zeichnen, und eignete sich dazu vor allem im Abendstudium Kenntnisse und Fähigkeiten an. Obwohl er keinen akademischen Abschluss hatte, wurde er Mitglied im Verband Bildender Künstler der DDR und arbeitete in Aschersleben als freischaffender Künstler. Köppe war ein typischer Vertreter des sozialistischen Realismus der 1950er Jahre. Viele seiner Arbeiten entstanden bei staatlich geförderten Aufenthalten in Großbetrieben, u. a. im Kali- und Salzbergwerk Gröna, in der Werkzeugmaschinenfabrik Aschersleben (WEMA), in der Landwirtschaftlichen Produktionsgenossenschaft Aderstedt und mit Otto Schutzmeister und Eberhard Frey im Braunkohlenwerk Nachterstedt. In Aschersleben leitete er auch einen Malzirkel, den u. a. der spätere Maler Heinrich Rademacher (1939–2006) besuchte.

## Ausstellungen (unvollständig)

### Einzelausstellungen
- 1959 Bernburg, Museum des Kreises Bernburg („Herbert Köppe – Ein Maler des sozialistischen Realismus“)
- 2015 Aschersleben, Städtisches Museum[2]

### Teilnahme an zentralen und wichtigen regionalen Ausstellungen in der DDR
- 1949: Berlin („Mensch und Arbeit“)
- 1958 und 1962/1963: Dresden, Vierte und Fünfte Deutsche Kunstausstellungen
- 1969 und 1974: Halle/Saale,  Bezirkskunstausstellungen